# Satureja obovata
Satureja obovata là một loài thực vật có hoa trong họ Hoa môi. Loài này được Lag. miêu tả khoa học đầu tiên năm 1816.